# Pociąg do nieba

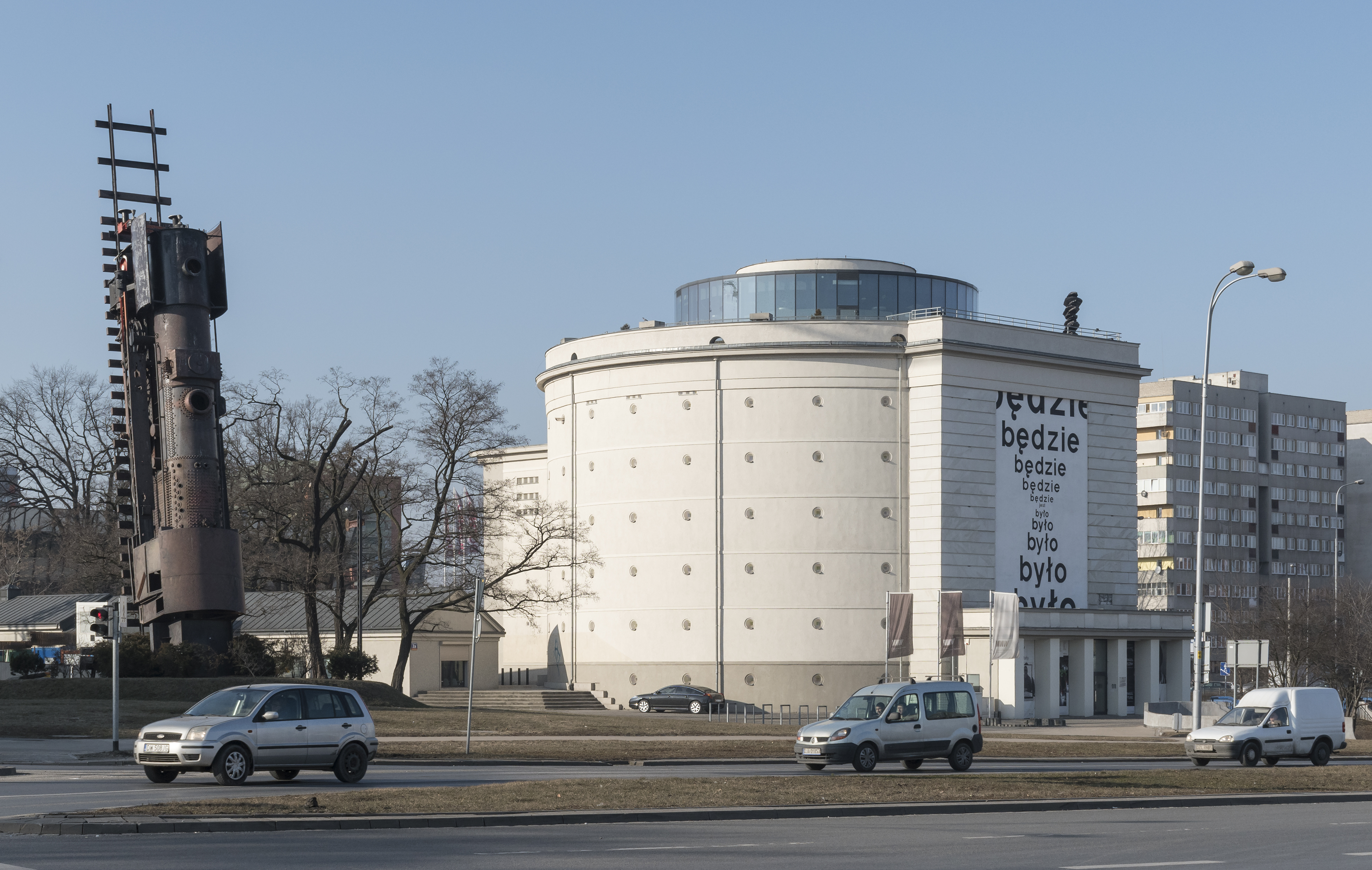
Pociąg do nieba i Muzeum Współczesne Wrocław (2017)

Pociąg do nieba – instalacja znajdująca się we Wrocławiu na placu Strzegomskim, odsłonięta w październiku 2010 roku. Do jej zbudowania użyto prawdziwego zabytkowego parowozu Ty2-1035.

## Historia
Pomysł na „Pociąg do nieba” pojawił się w 1994 roku. Do stworzenia instalacji wykorzystano parowóz Ty2-1035 pozyskany od PKP we Wrocławiu, a który wcześniej przechowywany był na bocznicy Muzeum Przemysłu i Kolejnictwa na Śląsku w Jaworzynie Śląskiej, sponsorem instalacji była firma Archicom. Dzieło autorstwa Andrzeja Jarodzkiego zostało odsłonięte w październiku 2010 roku.

## Architektura
Instalacja składa się z parowozu Ty2-1035 oraz fragmentu torów, mierzy 21 m wysokości, a jej masa wynosi 82 t, co czyni ją największą rzeźbą miejską w Polsce.

### Inskrypcje na podkładach rzeźby
Rzeźba posiada 32 metalowe podkłady kolejowe z których niektóre posiadają inskrypcje:

Linia 1: Pociąg do nieba inspiruje – Ofensywa Sztuki – Uczestnicy pojedynku malarskiego – Wrocławianie czerwiec 2010

Linia 2: Marta Badyna – Zuza Bajcewicz – Bartek Bajcewicz – Marek Biegasiewicz – Ola Bieńkowska – Anna Bieńkowska – Łukasz Chajewski – Aleksy Cieślak – Adriana Ciszak – Łukasz Czarnik – Alicja Czarnik – Magdalena Drelichowska – Klaudia Drwęcka – Joanna Dudzik – Julia Ficer – Jakub Ficer – Jakub Florczak – Daria Fułneczek

Linia 3: Magda Gierlińska – Aleksander Gomez – Joanna Gondek – Karolina Gorzedomska – Joanna Górawska – Błażej Grańka – Marcelina Groń – Georgia Hind – Seweeryn Tomaszkiewicz – Agata Jakubowska – Jarosław Jakubowski – Michał Janusz – Magda Kaczmarska – Maciej Kajzer – Jarosława Kawaiko – Wojciech Kitler

Linia 4: Tomasz Kolisko – Agnieszka Kopytko – Oksana Koralenko – Ewa Kowalczuk – Patryk Kozicki – Mateusz Kozicki – Joanna Krawczyk – Wioletta Król – Jacek Kubsik – Nela Kubsik – Jonna Kubsik – Dominika Kulczyńska – Kajetan Kulczyński – Hilda Lindstrom – Witold Lisek – Dominika Kulczyńska – Barbara Markiewicz – Ola Mazij

Linia 5: Kamil Mazij – Czesław Miłość – Dorota Modlinger – Radek Niedźwiecki – Bożena Niedźwiecka – Hania Pakulska – Adrianna Pawłowska – Patrycja Perzychowska – Kamil Ptak – Marcin Raszewski – Cezary Ruchlewicz – Agata Sajcik – Krzysztof Skarbek – Weronika Skonieczna – Mateusz Skwara – Monika Stanisławska

Linia 6: Agata Stukow – Przemysław Stukow – Olga Szczechura – Mateusz Szczęsny – Marcin Szydłowski – Lech Twardowski – Michał Węgrzyn – Joanna Wicherska – Katarzyna Więckowska – Mateusz Wojtkowiak – Paulina Wojtyniak – Aniela Wojtyniak – Klaudia Ważniak – Paweł Zdziarstek – Paulina Żółtaszek

Przed pomnikiem stoi dwujęzyczna tablica – pociąg do nieba – train to heaven – oraz logami Archicomu (firmy wspierającej i wykonującej projekt) i Wrocław – miasto spotkań, podpisem autora – Andrzej Jarodzki – oraz rokiem powstania: 2010.